# 費多里夫卡 (別里斯拉夫區)
47°34′58″N 33°32′21″E / 47.58278°N 33.53917°E
費多里夫卡（烏克蘭語：Федорівка）是位於烏克蘭南部的村莊，由赫爾松州貝里斯拉夫區的維索科皮利亞市鎮負責管轄。該村始建於1913年，面積6.3平方公里，海拔高度85米，2001年人口154，人口密度每平方公里24.4人。